# Gozée
Gozée (en wallon Gouzêye) est un village de Thudinie sis à 15 km au sud-ouest de la ville de Charleroi. Administrativement il fait partie de la ville de Thuin, en Région wallonne de Belgique. C'était une commune à part entière avant la fusion des communes de 1977. Dans le hameau d'Aulne, situé en bord de Sambre, se trouve l'abbaye d'Aulne.

## Toponymie
Le nom de Gozée trouve son origine dans une formation toponymique gallo-romaine ou médiévale Gold-s-(i)-acum signifiant « habitation de Goldso », Goldso étant un anthroponyme germanique.

## Évolution démographique
- Sources : INS, Rem. : 1831 jusqu'en 1970 = recensements, 1976 = nombre d'habitants au 31 décembre.

## Histoire
Des traces d'occupation néolithique ont été découvertes, notablement la « Pierre de Zeupire », mégalithe qui se trouve sur la route de Beaumont.  À l'origine, il faisait partie d'une série de trois menhirs en grès Landénien en forme trapézoïdale avoir été érigés au IIIe millénaire avant notre ère, d'après de récentes hypothèses.
L'abbaye d'Aulne fondée par saint Landelin au VIIe siècle a été d'abord une dépendance de l'abbaye Saint-Pierre de Lobbes et détruite en 1794.
En 868, Gozée était une possession de l'abbaye de Lobbes. Gozée et Marbaix ont été dans la même seigneurie au XIVe siècle, elles faisaient partie de la châtellenie de Thuin.
Un fait divers macabre a marqué Gozée dans la nuit du 5 au 6 avril 1861. Des truands de la bande noire agressent une dame de 62 ans, lui cassent volontairement le bras et la brutalisent. Elle décède quelques jours plus tard de ses blessures. En 1862, ce crime est jugé lors du procès de la bande. Deux des inculpés sont condamnés à mort et guillotinés.
Lors de la Première Guerre mondiale, des combats violents faisant partie de la bataille de Charleroi se sont déroulés du 21 au 23 août 1914, sur le territoire de Gozée. Elle a opposé les troupes allemandes de la IIe armée allemande du général von Bülow à la Ve armée française du général Lanzerac. Ils se sont terminés par la retraite des Français, le nombre de tués s'élevant à 574 Allemands et 474 Français.

## Patrimoine et culture

### Patrimoine architectural et monumental

#### Civils

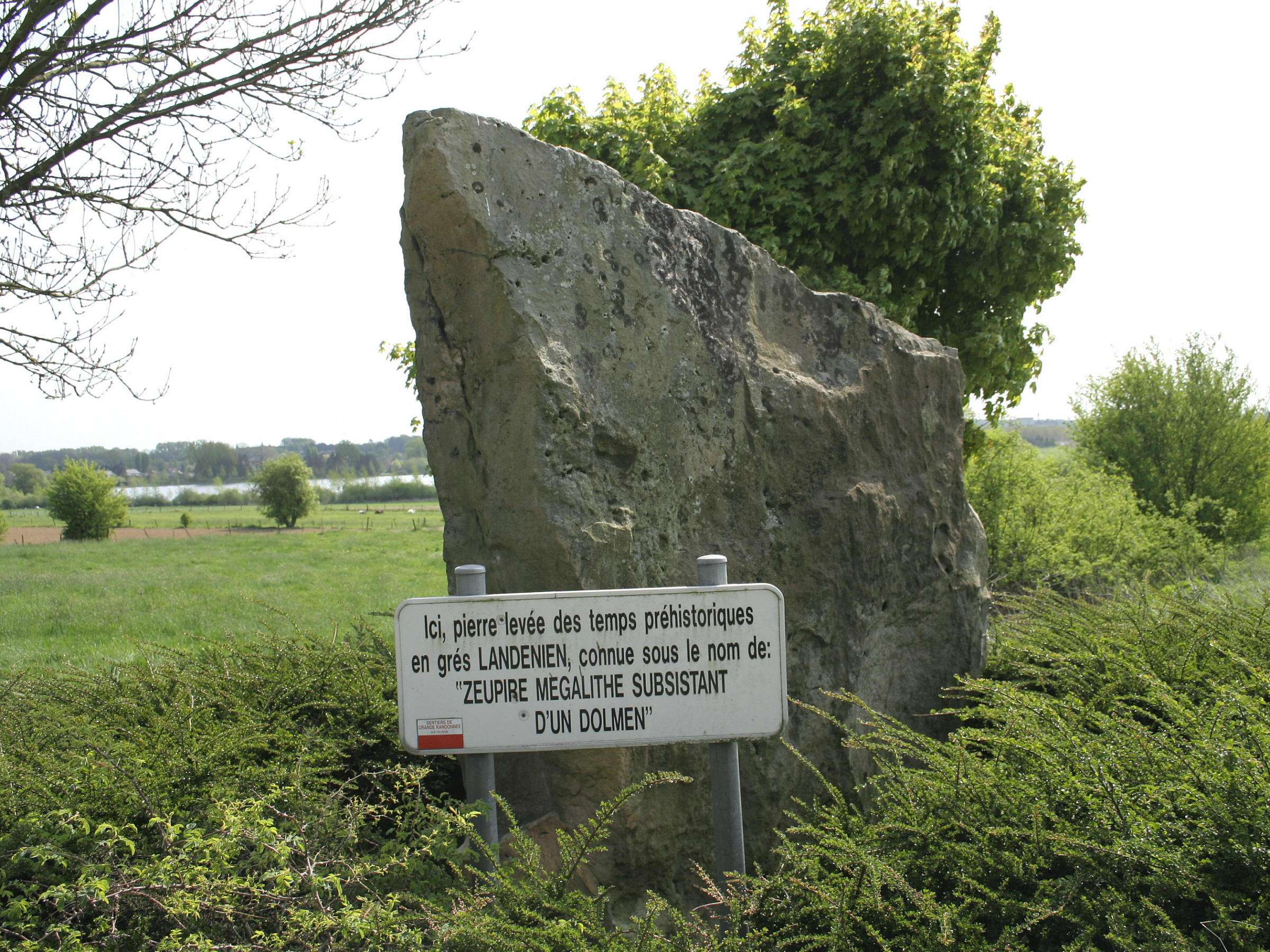
La pierre de Zeupire.

- La pierre de Zeupire, monument mégalithique en grès rose pesant 20 tonnes, se trouve sur la route de Beaumont.
- La ferme de la Jonquière, construite à la fin du XVIIIe et au XIXe siècle[5]. Elle se situe au lieu-dit de la Jonquière.
- Ferme de Marbisœul. Ancienne propriété de l'abbaye d'Aulne, ses terres furent acquises par l'abbé Jean de Filfort auprès d’Oste de Rianwelz, avoué de Marchienne, en 1276. Elle fut reconstruite en 1786 et 1789 par l'abbé Gérard, avant d'être mise en vente en 1797[5].
- Ferme de Baudribu. Ancienne résidence des trois abbés de l'abbaye d'Aulne : E. de Noville, qui y aménagea un quartier, B. Louant, qui reconstruisit l'ensemble, et J. L. Scrippe, qui l'agrandit et l'embellit. Elle appartenait à l'abbaye dès le XIIe siècle, mais fut pillée en 1793 et en 1794[6].
- La ferme de l'abbaye d'Aulne, construite en 1775 par Dom Scrippe[7]. Aujourd'hui le site est utilisée pour des événements culturels.
- Porte de Landelies, datant peut-être du XVIIIe siècle, a été partiellement reconstruite entre 1935 et 1940[8]. Elle se situe sur le site de l'abbaye d'Aulne.

#### Religieux

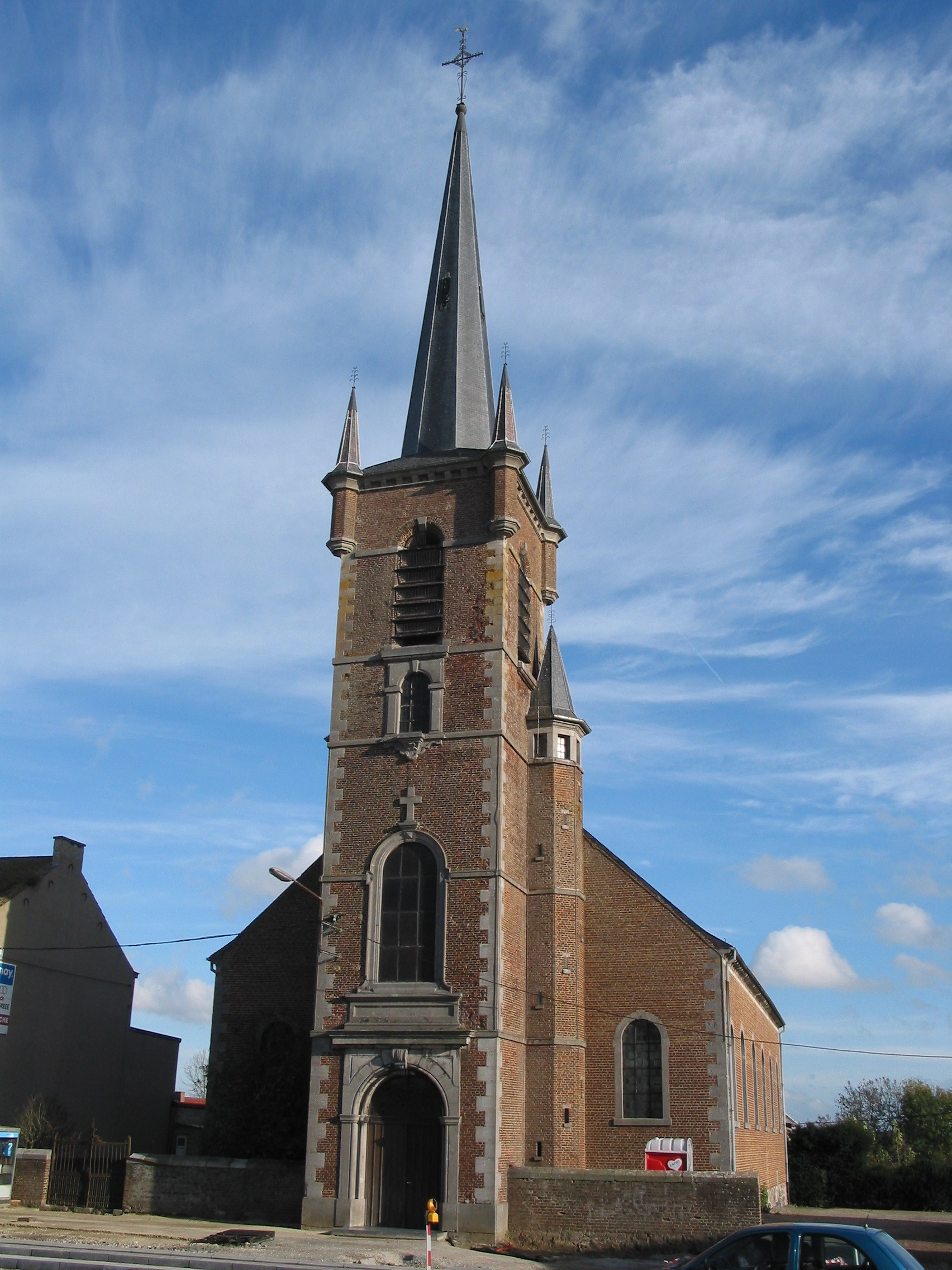
L'église Saint-Géry.

- L'église Saint-Géry, construite entre 1861 et 1862, a été reconstruite en 1950 par l'architecte Leborgne après avoir été détruite lors de l'incendie de 1940[6].

- L'ancienne abbaye d'Aulne, fondée par Landelin, est située dans la vallée de la Sambre et a été détruite en 1794[9].
- Église Saint-Joseph (désacralisée), construite entre 1869 et 1873 dans un style néo-gothique, selon les plans des architectes D. Charon et A. Froment de Mons[10]. Elle se situe sur le site de l'abbaye d'Aulne.

### Culture

#### Folklore

##### Grand Feu
Tradition qui a lieu chaque année le samedi suivant Mardi-Gras, cet événement festif célèbre la fin de l'hiver et l'arrivée du printemps. Les festivités débutent dès le jeudi avec la plantation de la perche, un rituel symbolique marquant la fertilité et le renouveau, où l'une des mariées de l'année joue un rôle central. Le samedi, un défilé de chars costumés parcourt le village, soigneusement préparés en secret par les habitants pendant des semaines. L'événement se termine par l'allumage du bûcher, une tâche confiée aux derniers mariés de l'année précédente. 

## Enseignement
Gozée possède deux écoles : l'école communale du Tilleul et l'école communale de Là-Haut.

## Économie
Située sur le site de l'abbaye d'Aulne, la brasserie du Val de Sambre brasse plusieurs bières depuis 2000. Parmi celles-ci, l'Abbaye d'Aulne, reconnue comme bière d'abbaye.

## Sport et vie associative

### Sport

#### Clubs
- Football : RRCF Gozée.
- Padel : Pad'Hall.

#### Infrastructure sportive
- Terrain de football, rue Armand Bury.
- Piscine « La Petite Bleue », rue du Trieu du Bois.

### Vie associative

#### Jumelage
Gozée est jumelée avec  Chamboulive (France).

## Personnalités liées
- Marc De Burges (1922-1998), écrivain belge de langue wallonne.